# 兩叉軸孔珊瑚
兩叉軸孔珊瑚（学名：Acropora divaricata）为軸孔珊瑚科軸孔珊瑚屬下的一个种。